# Baragiano
Baragiano är en ort och kommun i provinsen Potenza i regionen Basilicata i Italien. Kommunen hade 2 615 invånare (2017).